# Anders Andersson i Markaryd
Anders Andersson, Andersson i Markaryd,  född 26 januari 1871 Slimminge, Skåne, död 8 april 1961 Markaryd, Småland, var först fattigvårdskonsulent och senare riksdagsledamot (socialdemokrat). Andersson var gift med Ingrid f Pehrsson, född 30 juni 1874, Genarps församling.
De gifte sig i Jönköping, men var sedan bosatta i Markaryds socken. De hade två barn; Erik och Inga.
Andersson var ledamot av första kammaren från 1935 till 1944, invald i Kronobergs läns och Hallands läns valkrets.